# Löwis of Menar
Löwis of Menar (von Löwis of Menar, Loewis of Menar eller Loewis, i Skottland de Lowis of Menar) är en adelsätt, ursprungligen från Skottland, vilken i dåvarande Livland och Kurland var officerare och ämbetsmän inom den Kejserliga ryska armén, och ägare till gods i Livland, Estland och Ryssland. Ätten fortlever med många grenar.

## Historia
1434 nämns Patrick de Lowis of Menar och hans son Henry i skotska urkunder. Patrick var fogde för Walter Scott von Murdiston i dennes grevskap Peebles. Ätten Löwis of Menar härstammar inte från någon skotsk-keltisk klan, utan tillhörde gruppen av saxiska riddarsläkter från Skottlands lågland.
Patricks ättling Wilhelm de Lays, utvandrade till Sverige och Gustav II Adolf förlänade honom 1630 godsen Panten (i Kreis Salisburg) och Nurmis i Livland. Wilhelm de Lays var gift med Sophia von Nieroth , och de hade sönerna Wilhelm II (död 1694) och Franz (1635–1693). Den äldre sonen Wilhelm ärvde Nurmis, och den andre sonen Franz ärvde Panten. Tre generationer senare dog linjen Nurmis ut, och godset inlemmades återigen med Panten.